# Ruth Taylor
Ruth Alice Taylor (13 de enero de 1905-12 de abril de 1984) fue una actriz cinematográfica estadounidense.

## Vida
Nacida en Grand Rapids (Míchigan), sus padres fueron Norman y Ivah (Bates) Taylor. Cuando tenía dos años de edad, sus padres se trasladaron a Portland, Oregón. Allí se graduó en junio de 1925 en la high school, en la cual participó en obras dramáticas de carácter amateur.
Taylor convenció a su madre para que la llevara a Hollywood, donde pasó un año trabajando como extra. En 1920 Taylor actuó junto al jugador de béisbol Babe Ruth en la película Heading Home, basada en la vida de Babe. Fue descubierta por Mack Sennett en febrero de 1925, cuando fue escogida entre otras doscientas chicas para interpretar a una rubia en una comedia de Harry Langdon.
En 1927 expiró el contrato de dos años firmado con Mack Sennett. Fue elegida para interpretar a Lorelei Lee en la versión muda de Gentlemen Prefer Blondes (1928). Dirigida por Malcolm St. Clair, en la película intervenía Alice White y Ford Sterling.
Just Married (1928) fue el primer título en el que hizo pareja con el actor James Hall. Producida por B.P. Schulberg, la película fue dirigida por Frank R. Strayer.
Los últimos papeles de Taylor tuvieron lugar en A Hint To Brides (1929), The College Coquette (1929), This Thing Called Love (1929), y Scrappily Married (1930). 
Estuvo casada con Paul S. Zuckerman, y fue la madre del cineasta Buck Henry.
Ruth Taylor falleció en Palm Springs (California) en 1984.